# Adrie van Kraay
Adrianus Ambrosius Cornelis van Kraaij (Eindhoven, Países Bajos, 1 de agosto de 1953), conocido en los medios deportivos como Adrie van Kraay, es un exfutbolista neerlandés que jugaba como defensa. Su principal club fue el PSV Eindhoven, en el que militó 11 temporadas y con el que consiguió 3 títulos de la Eredivisie y 1 copa de la UEFA.

## Selección nacional
Fue internacional con la selección de fútbol de los Países Bajos en 17 ocasiones. Formó parte de la selección subcampeona de la Copa del Mundo de 1978, en la que jugó dos partidos.

### Participaciones en Copas del Mundo
| Mundial                        | Sede      | Resultado  | Partidos | Goles |
| ------------------------------ | --------- | ---------- | -------- | ----- |
| Copa Mundial de Fútbol de 1978 | Argentina | Subcampeón | 2        | 0     |

### Participaciones en Eurocopas
| Copa          | Sede       | Resultado    | Partidos | Goles |
| ------------- | ---------- | ------------ | -------- | ----- |
| Eurocopa 1976 | Yugoslavia | Tercer lugar | 2        | 0     |

## Clubes
| Club            | País         | Año       |
| --------------- | ------------ | --------- |
| PSV Eindhoven   | Países Bajos | 1971-1982 |
| Waterschei Thor | Bélgica      | 1982-1984 |
| FC Basilea      | Suiza        | 1984-1985 |

## Palmarés

### Títulos nacionales
| Título                   | Club          | País         | Año  |
| ------------------------ | ------------- | ------------ | ---- |
| Copa de los Países Bajos | PSV Eindhoven | Países Bajos | 1974 |
| Eredivisie               | PSV Eindhoven | Países Bajos | 1975 |
| Eredivisie               | PSV Eindhoven | Países Bajos | 1976 |
| Copa de los Países Bajos | PSV Eindhoven | Países Bajos | 1976 |
| Eredivisie               | PSV Eindhoven | Países Bajos | 1978 |

### Títulos internacionales
| Título          | Club          | Sede      | Año  |
| --------------- | ------------- | --------- | ---- |
| Copa de la UEFA | PSV Eindhoven | Eindhoven | 1978 |